# اوگا، آکیتا
اوگا، آکیتا از شهرهای استان آکیتا ژاپن است که جمعیت آن در ۱ ژانویه ۲۰۰۸ ۳۴٬۱۹۴ نفر بوده‌است.